# Parti vert de la Nouvelle-Écosse
Le Parti vert de la Nouvelle-Écosse (Green Party of Nova Scotia) est un parti politique écologiste dans la province canadienne de la Nouvelle-Écosse.

## Histoire
Lancé en novembre 2005, le parti est dirigé temporairement par Michael Oddy jusqu'au congrès fondateur de mars 2006, lors duquel les membres élisent Nicholas Wright à la direction. Le nouveau parti fait une campagne électorale axée sur la défense de l'environnement et la lutte contre la pollution, sur l'aide aux PME ainsi que sur des mesures en matière d'éducation et de santé. Aux élections générales de 2006, les verts provinciaux ont un candidat dans chacune des 52 circonscriptions de la province et ils obtiennent 2,33% des voix.
Aux élections générales de 2009, le parti est dirigé par Ryan Watson et présente un programme axé sur la conservation de l'énergie, les énergies renouvelables ainsi qu'une exploitation forestière et une pêche durables. Avec un candidat dans chaque circonscription, il obtient 2,34% des voix avec un programme de création d'emploi grâce aux énergies renouvelables.
Sous la direction de John Percy, le parti fait campagne en vue des élections générales de 2013 sur un programme axé sur la santé de l'économie, des communautés et de l'environnement. Il s'oppose au projet hydroélectrique de Muskrat Falls, met en avant des mesures d'efficacité énergétique et dénonce la réforme électorale du gouvernement Dexter qui a éliminé les circonscriptions électorales acadiennes protégées. Avec un candidat dans 16 des 51 circonscriptions, il obtient 0,85 % des voix.
En juin 2016, la chef par intérim Brynn Nheiley annonce la dissolution du parti en invoquant le manque d'engagement des membres. Elle est contredite quelques jours plus tard par l’agent officiel du parti. Pour l'élection générale de 2017, le parti, dirigé par Thomas Trappenberg, a un candidat dans 32 des 51 circonscriptions de la province. Les grands axes de son programme sont l'environnement, le revenu minimum garanti, la création d'emplois durables, l'autosuffisance agricole, la diversité culturelle et la réforme électorale.

## Liste des chefs
- Michael Oddy[11], chef par intérim au lancement du parti en 2005
- Nick Wright[12], élu au congrès fondateur le 5 mars 2006
- Ken McGowan[13], élu le 6 mai 2007
- Ellen Durkee, chef par intérim à partir de janvier 2008
- Ryan Watson[14], élu en juin 2008
- John Percy[15], élu le 31 octobre 2009
- Brynn Nheiley[16], chef par intérim à partir du 30 mai 2015
- Thomas Trappenberg[17], chef par intérim à partir du 9 juillet 2016[18], confirmé le 5 novembre 2016
- Jessica Alexander, chef par intérim à partir du 27 avril 2021[19]

## Programmes électoraux (en anglais)
- 2017
- 2013
- 2009
- 2006